# Queens Plaza (piazza)
Queens Plaza è una piazza situata a Long Island City, Queens, posta all'estremità ovest del Queens Boulevard, tra 21st Street, Jackson Avenue e Northern Boulevard. È servita dall'omonima stazione sotterranea e dalla stazione di superficie Queensboro Plaza, entrambe della metropolitana di New York. In particolare, i binari di quest'ultima, risalenti al 1914, si sviluppano in parte al di sopra della piazza.